# Live at the Town & Country Club (álbum de Asia)
Live at the Town & Country Club es un álbum en vivo de la banda británica de rock progresivo Asia y fue publicado en 1999.   Este álbum, como su nombre lo dice, fue grabado durante un concierto que efectuó la banda en el Town & Country Club, en Londres, Inglaterra, el 12 de noviembre de 1992. En este disco aparece como músico invitado el guitarrista Steve Howe.
La canción 1 es una introducción instrumental y es interpretada por toda la banda, en tanto que los temas 5 y 7 son en realidad solos realizados por Payne y Downes respectivamente. El tema «Video Killed the Radio Star» a diferencia de la versión original, solo se ejecutan los teclados por parte de Geoff Downes.

## Lista de canciones
| Side one |                               |                                      |          |  |
| N.º      | Título                        | Escritor(es)                         | Duración |  |
| 1.       | «Intro»                       |                                      | 1:01     |  |
| 2.       | «Go»                          | Geoff Downes / John Wetton           | 5:31     |  |
| 3.       | «Lay Down Your Arms»          | Downes / John Payne / Grant Hart     | 4:48     |  |
| 4.       | «Rock and Roll Dream»         | Downes / Wetton                      | 4:31     |  |
| 5.       | «John Intro»                  |                                      | 7:06     |  |
| 6.       | «Little Rich Boy»             | Downes / Payne                       | 9:32     |  |
| 7.       | «Piano Solo»                  |                                      | 7:30     |  |
| 8.       | «Video Killed the Radio Star» | Downes / Trevor Horn / Bruce Woolley | 2:41     |  |
| 9.       | «Voice of America»            | Downes / Wetton                      | 3:50     |  |
| 10.      | «Aqua Pt. 1»                  | Downes / Payne                       | 2:20     |  |
| 11.      | «Who Will Stop the Rain?»     | Downes / Johnny Warman               | 5:42     |  |
| 12.      | «Wildest Dreams»              | Downes / Wetton                      | 5:25     |  |

## Formación

### Asia
- John Payne — voz principal y bajo
- Geoff Downes — teclados, piano y coros
- Vinny Burns — guitarra
- Trevor Thornton — batería

### Músico invitado
- Steve Howe — guitarra